# Phú Thuận, Vĩnh Long
Phú Thuận là một xã thuộc tỉnh Vĩnh Long, Việt Nam.

## Địa lý
Xã Phú Thuận có vị trí địa lý:
- Phía đông giáp xã Lộc Thuận.
- Phía tây giáp xã Giao Long.
- Phía nam giáp xã Châu Hưng.
- Phía bắc giáp tỉnh Đồng Tháp, ranh giới là sông Mỹ Tho.

Xã Phú Thuận có diện tích 29,28 km², dân số năm 2025 là 16.883 người, mật độ dân số đạt 576 người/km².

## Lịch sử
Ngày 16 tháng 6 năm 2025, Ủy ban Thường vụ Quốc hội ban hành Nghị quyết số 1687/NQ-UBTVQH15 về việc sắp xếp các đơn vị hành chính cấp xã của tỉnh Vĩnh Long năm 2025. Theo đó, sắp xếp toàn bộ diện tích tự nhiên, quy mô dân số của các xã Phú Thuận, Long Định và Tam Hiệp thành xã mới có tên gọi là xã Phú Thuận.
Sau khi sáp nhập, xã Phú Thuận có 29,28 km² diện tích tự nhiên và dân số 16.883 người.